# Opština Pančevo
Die Opština Pančevo (serbisch-kyrillisch Општина Панчево) ist eine Opština (Großgemeinde) im Okrug Južni Banat der Vojvodina, Serbien. Die Großgemeinde hat eine Fläche von 755,571 km2 und 123.414 Einwohner. Die Opština besteht aus den Städten Pančevo, Kačarevo und Starčevo sowie den Dörfern Banatski Brestovac, Banatsko Novo Selo, Dolovo, Glogonj, Ivanovo, Jabuka und Omoljica. Die Hauptstadt ist Pančevo.
| Gemeinde           | Fläche (km2) |
| ------------------ | ------------ |
| Banatski Brestovac | 61,905       |
| Banatsko Novo Selo | 98,955       |
| Dolovo             | 117,176      |
| Glogonj            | 42,775       |
| Ivanovo            | 42,567       |
| Jabuka             | 51,786       |
| Kačarevo           | 39,706       |
| Omoljica           | 77,262       |
| Pančevo            | 161,373      |
| Starčevo           | 62,066       |

## Geschichte
Das heutige Verwaltungsgebiet gehörte von 1552 bis 1718 zum osmanischen Eyâlet Tımışvâr, danach zum District Pantschowa des Temescher Banats und seit 1765 zum Regimentsbezirk des Temeschwarer Ansiedlungs-Corps (Deutsch-Banater Grenzinfanterieregiment Nr. 12) im Banater Militärgrenzgebiet. Nach Auflösung der Banater Militärgrenze kam das Verwaltungsgebiet im Jahre 1872 zum ungarischen Stuhlbezirk Pantschowa (Pancsovai járás) des Komitats Torontál. Zum Stuhlbezirk Pantschowa gehörten nicht nur die drei Städte und sieben Dörfer der heutigen Großgemeinde, sondern auch die Gemeinden Borča, Ovča, Sefkerin und Vojlovica. Von 1918 bis 1921 gehörten diese vierzehn Gemeinden zur Torontalsko-tamiška županija der Pokrajina Banat, Bačka und Baranja, danach zum Srez Pančevo im Verwaltungsbezirk Belgrad (Beogradska oblast) des Königreichs der Serben, Kroaten und Slowenen, von 1929 bis 1941 zum genannten Landkreis (Pančevo) der Dunavska banovina des Königreichs Jugoslawien, von 1941 bis 1945 zum Kreis Pančevo im besetzten Serbien und von 1946 bis 1960 gehörten sowohl die vierzehn Gemeinden als auch die Gemeinden Baranda, Crepaja, Debeljača, Idvor, Kovačica, Opovo, Padina, Sakule und Uzdin zum Srez Pančevo der Föderativen Volksrepublik Jugoslawien. Nach einer Reform der territorialen Verwaltungsgliederung in den Jahren 1957 bis 1959 wurden die zehn heutigen Gemeinden zur Großgemeinde Pančevo zusammengelegt. Der im Jahre 1978 eingemeindete Bezirk Vojlovica der Stadt Pančevo wurde zuletzt bei der Volkszählung 1971 als eigenständige Gemeinde angegeben.

## Demografie
| Jahr | Gesamt  | Banatski Brestovac | Banatsko Novo Selo | Dolovo | Glogonj | Ivanovo | Jabuka | Kačarevo | Omoljica | Pančevo | Starčevo |
| ---- | ------- | ------------------ | ------------------ | ------ | ------- | ------- | ------ | -------- | -------- | ------- | -------- |
| 1971 | 110.780 | 3809               | 7872               | 6582   | 3257    | 1893    | 5453   | 8088     | 5693     | 61.588  | 6545     |
| 1991 | 125.261 | 3715               | 7987               | 6790   | 3475    | 1439    | 6598   | 8103     | 6782     | 72.793  | 7579     |
| 2011 | 123.414 | 3251               | 6686               | 6146   | 3012    | 1053    | 6181   | 7100     | 6309     | 76.203  | 7473     |

In der Rubrik Pančevo 1971 ist das Ergebnis der Volkszählung für den Stadtbezirk Vojlovica enthalten.
| Jahr | Gesamt  | Serben | Deutsche | Rumänen (Walachen) | Ungarn | Slowaken | Mazedonier | Jugoslawen | Kroaten | Roma | Sonstige |
| ---- | ------- | ------ | -------- | ------------------ | ------ | -------- | ---------- | ---------- | ------- | ---- | -------- |
| 1971 | 110.780 | 74.321 | 692      | 6672               | 7288   | 2141     | 8888       | 2767       | 2743    | 294  | 4974     |
| 1991 | 125.261 | 86.333 | 309      | 5052               | 5043   | 1744     | 8488       | 10.101     | 1692    | 1001 | 5498     |
| 2011 | 123.414 | 97.499 | 196      | 3183               | 3422   | 1411     | 4558       | 586        | 880     | 2118 | 9561     |

In der Rubrik Sonstige 1971 sind 186 Albaner, 1129 Bulgaren, 1307 Montenegriner, 591 Muslime, 176 Russen, 345 Slowenen, 78 Tschechen und 1162 Menschen ohne ethnische Angabe zusammengefasst. In der Rubrik Sonstige 1991 sind 85 Albaner, 727 Bulgaren, 1729 Montenegriner, 757 Muslime, 90 Russen, 183 Slowenen, 66 Tschechen und 1861 Menschen ohne ethnische Angabe zusammengefasst.
In der Rubrik Sonstige 2011 sind 68 Albaner, 102 Bosniaken, 501 Bulgaren, 13 Bunjewatzen, 84 Goranen, 529 Montenegriner, 414 Muslime, 120 Slowenen, 90 Russen, 14 Ruthenen, 38 Ukrainer, 450 andere und 7138 Menschen ohne ethnische Angabe zusammengefasst. Die meisten Gemeinden verfügen über eine serbische Mehrheit. In Ivanovo gibt es eine ungarische Mehrheit.
| Jahr | Gesamt  | Serbisch | Deutsch | Rumänisch (Walachisch) | Ungarisch | Slowakisch | Mazedonisch | Romani | Bulgarisch (Banater Bulgarisch) | Sonstige |
| ---- | ------- | -------- | ------- | ---------------------- | --------- | ---------- | ----------- | ------ | ------------------------------- | -------- |
| 2011 | 123.414 | 111.523  | 95      | 2850                   | 2419      | 1115       | 1165        | 673    | 201                             | 3373     |

In der Rubrik Sonstige sind 415 Menschen, die als Muttersprache Albanisch (74), Bosnisch (27), Bunjewakisch (3), Kroatisch (177), Montenegrinisch (18), Russisch (67), Ruthenisch (9) und Slowenisch (40) angaben, 685 Menschen anderer Sprachen (Ukrainisch, Goranisch, Türkisch, Chinesisch u. a.) und 2273, die sich als zweisprachig oder mehrsprachig bezeichneten bzw. keine Angabe machten, zusammengefasst. Bei der Zählung wurde nach jener Sprache gefragt, die man seit der frühesten Kindheit erlernt hatte und spricht bzw. die man selbst als Muttersprache bezeichnet, falls mehrere Sprachen im Haushalt gesprochen werden.
Nach dem Ersten Weltkrieg gaben bei der Volkszählung 1921 in den zehn Gemeinden der heutigen Opština insgesamt 33.015 Menschen als Muttersprache Deutsch an.
| Jahr | Gesamt  | Orthodoxe | Katholiken | Protestanten | Andere Christen | Juden | Muslime | Sonstige |
| ---- | ------- | --------- | ---------- | ------------ | --------------- | ----- | ------- | -------- |
| 2011 | 123.414 | 105.546   | 3930       | 2759         | 52              | 31    | 769     | 10.327   |

In der Rubrik Andere Christen sind Orientalische Christen, Zeugen Jehovas u. a. zusammengefasst. In der letzten Rubrik Sonstige sind 129 Gläubige fernöstlicher und anderer Religionen (Buddhisten, Hinduisten u. a), 102 Agnostiker, 1826 Atheisten und 8270 Menschen ohne Angabe eines Religionsbekenntnisses zusammengefasst.